# Абылаева, Асия Бозаевна
Асия Бозаевна Абылаева (каз. Әсия Бозайқызы Абылаева; 4 января 1938; село Лепсы, Саркандский район, Алматинская область, Казахская ССР, СССР — 2015) — советская и казахская актриса театра. Народная артистка Казахской ССР (1990), заслуженная артистка Казахской ССР (1975).

## Биография
Родилась 4 января 1938 года на станции Лепсы Саркандского района Алматинской области.
В 1961 году окончила театральный факультет Алма-Атинской государственной консерватории.
С 1961 года до конца жизни — актриса Карагандинского областного казахского драматического театра.

### Роли в театре
Карагандинский областной казахский драматический театр имени С. Сейфуллина:
Из казахской и мировой классики и современной драматургии:
- М. Ауэзов «Карагоз» — Карагоз;
- Г. Мусрепов «Козы Корпеш-Баян сулу» — Баян;
- Г. Мусрепов «Улпан» — Улпан;
- Б. Майлин «Шуга» — Шуга;
- Бокеев, Оралхан «Жеребёнок мой» — Анар;
- Ч. Т. Айтматов «Первый учитель» — Алтынай;
- Мустай Карим «В ночь лунного затмения» — Танкабике;
- Назым Хикмет «Забытый человек» — девушка;
- У. Шекспир «Укрощение строптивой» — Катарина;
- У. Шекспир «Макбет» — леди Макбет;
- Еврипид «Медея» — Медея;

### Семья
- Муж: Сатаев, Каргамбай Рахимжанович (1938—2013), актёр кино и театра, Народный артист Казахской ССР.
- Сын: Сатаев, Акан Каргамбаевич (род. 1971), кинорежиссёр, президент АО «Казахфильм». Заслуженный деятель Казахстана, лауреат Государственной премии Республики Казахстан.

## Награды
- Заслуженная артистка Казахской ССР (1975);
- Почётная Грамота Верховного Совета Казахской ССР (1982);
- Народная артистка Казахской ССР (1990);